# 水野成貞
水野 成貞（みずの なりさだ）は、江戸時代前期の旗本。

## 来歴

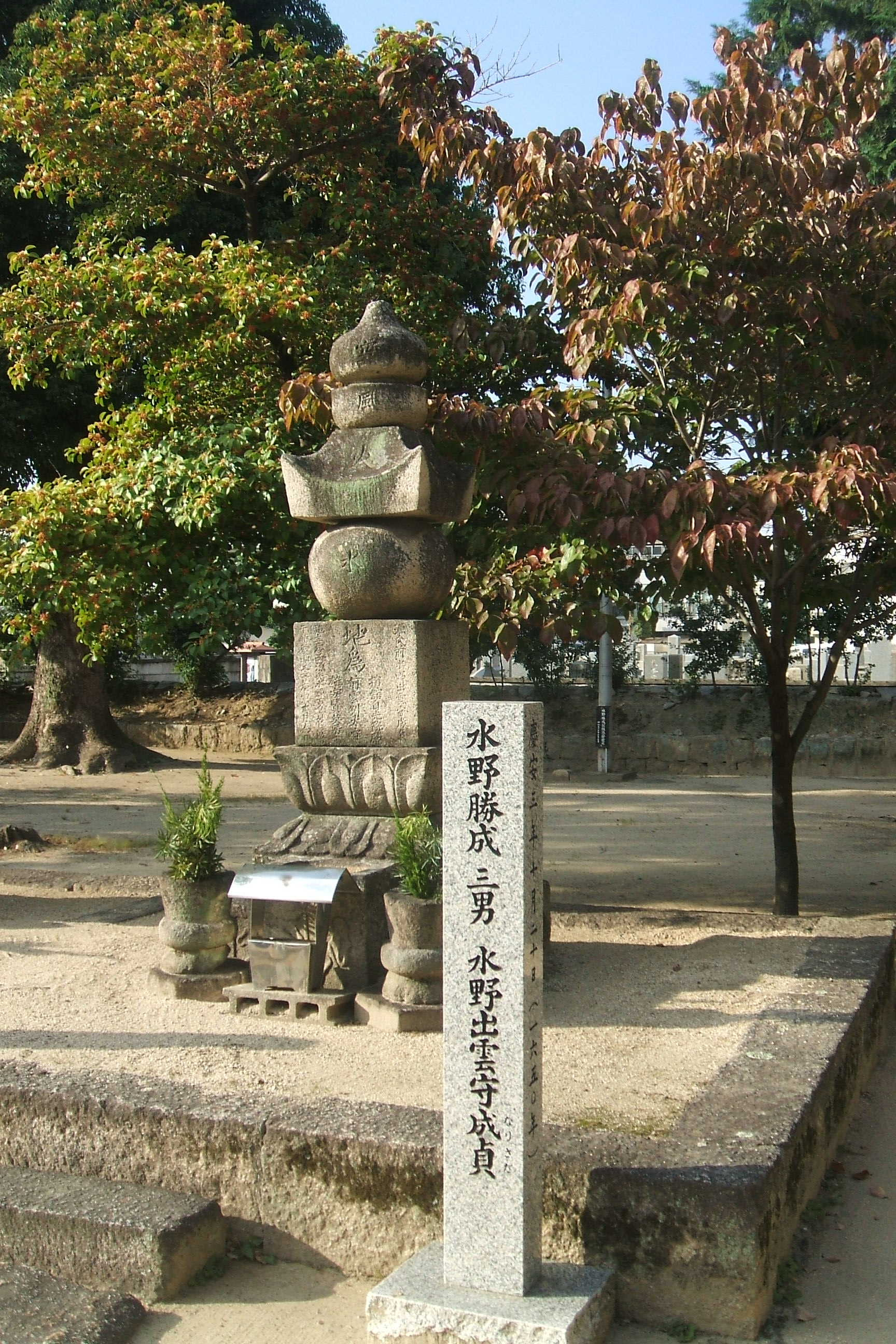
水野成貞公墓所 （福山市若松町）

慶長8年（1603年）、三河刈谷藩主水野勝成の三男として生まれる。元和5年（1619年）6月、徳川家光の小姓となり、寛永元年（1624年）12月、1000石を賜り、翌年2年9月に加増され3000石を領し、小姓から寄合となる。
慶安3年（1650年）10月20日に死去。享年48。長男の成之（十郎左衛門）が跡を継いだ。

## 旗本奴
息子の成之（水野十郎左衛門）は旗本奴として著名であるが、父親の成貞も傾奇者・初期の旗本奴として行動していた、とされている。奇抜な髪型をして髑髏の模様の服を着用し、刀の柄を棕梠で巻いたもので揃えた仲間達と街を闊歩した、とされている。のちに正室となる萬の方はその姿に惚れ込んでしまい、ゆえに婚儀がまとまった、とする巷説もある。

## 補注
1. ↑  蜂須賀家家臣、通称は長門守
2. ↑  蜂須賀家家臣、通称は主税助
3. ↑  蜂須賀家家臣、通称は小八郎
4. ↑  のち大和郡山藩へ転封し、成貞の出仕と前後して備後福山藩へ転封した。